# Midzomerfeest

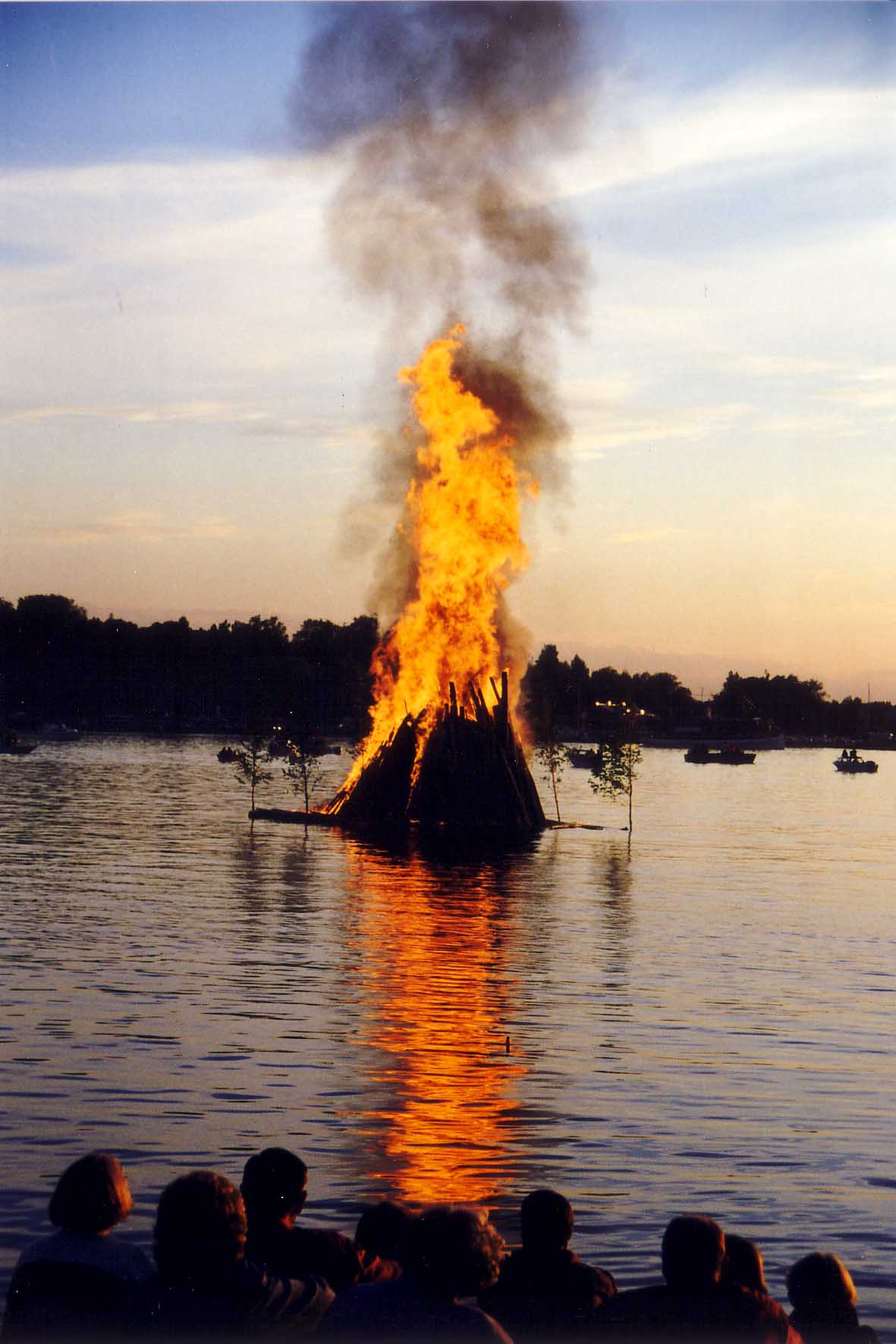
Vreugdevuur in Finland

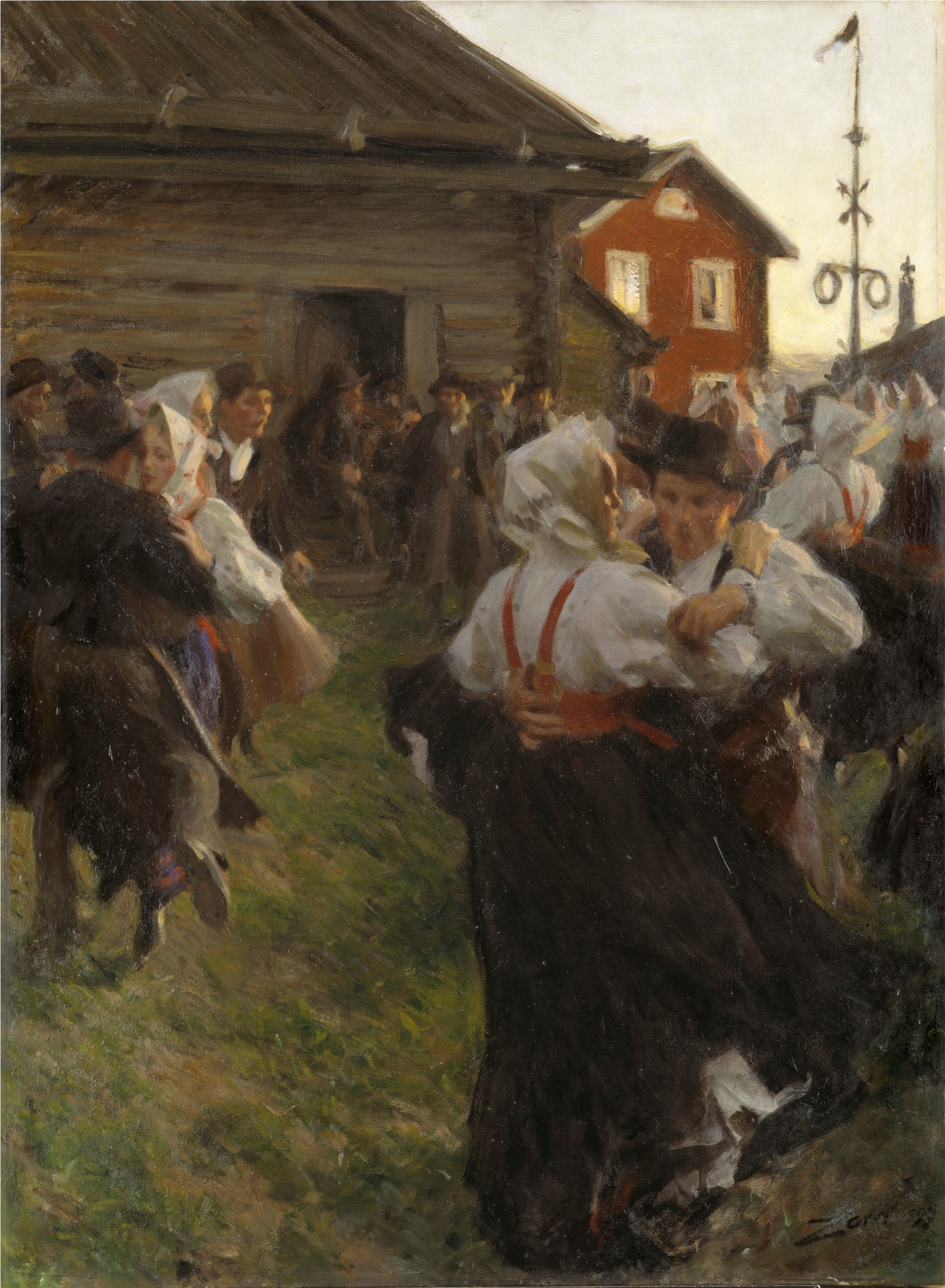
Midzomerdans, schilderij van Anders Zorn uit 1897

Het midzomerfeest verwijst naar de zomerzonnewende op 21 juni en de voor-christelijke feestelijkheden die hiermee gepaard gaan in voornamelijk Noord-Europa. Oorspronkelijk werd dit feest gevierd op 24 juni, dus drie dagen na de feitelijke zonnewende.

## Geschiedenis
In de zevende eeuw waarschuwde Sint-Eligius de inwoners van Vlaanderen, die nog maar pas waren bekeerd tot het christelijke geloof, voor het heidense zonnewendefeest. Christenen mochten niet deelnemen aan deze feestelijkheden. Later werd dit feest, net als de winterzonnewende op 24 december (het kerstfeest), verchristelijkt tot de feestdag ter ere van de geboorte van Johannes de Doper op 24 juni, die gevierd wordt als Sint Jansfeest.
De viering van midzomernacht werd in vroegere tijden gelinkt aan de zomerzonnewende. De mensen geloofden dat planten op midzomer geneeskrachtige en magische krachten hebben en hiervoor plukten ze die op deze nacht. Vreugdevuren werden ontstoken om zich te beschermen tegen de duistere krachten waarvan werd geloofd dat ze vrij spel hadden vanaf het moment waarop het aantal uren daglicht opnieuw afnam.
In Zweden, Finland en Estland wordt midzomeravond beschouwd als het grootste feest van het jaar, alleen vergelijkbaar met Walpurgisnacht, Kerstavond en Nieuwjaar.

### Ásatrú
Midzomer of Litha wordt vooral gevierd in Germaanse landen waar het voortkomt uit het Germaanse heidendom, ook wel paganisme of Ásatrú genoemd. Midzomer staat aangeduid op de herstelde Germaanse kalender die gebruikt wordt door moderne Ásatrúars die ook Germaanse heidenen of paganisten worden genoemd.

## Midzomer in de Germaanse landen

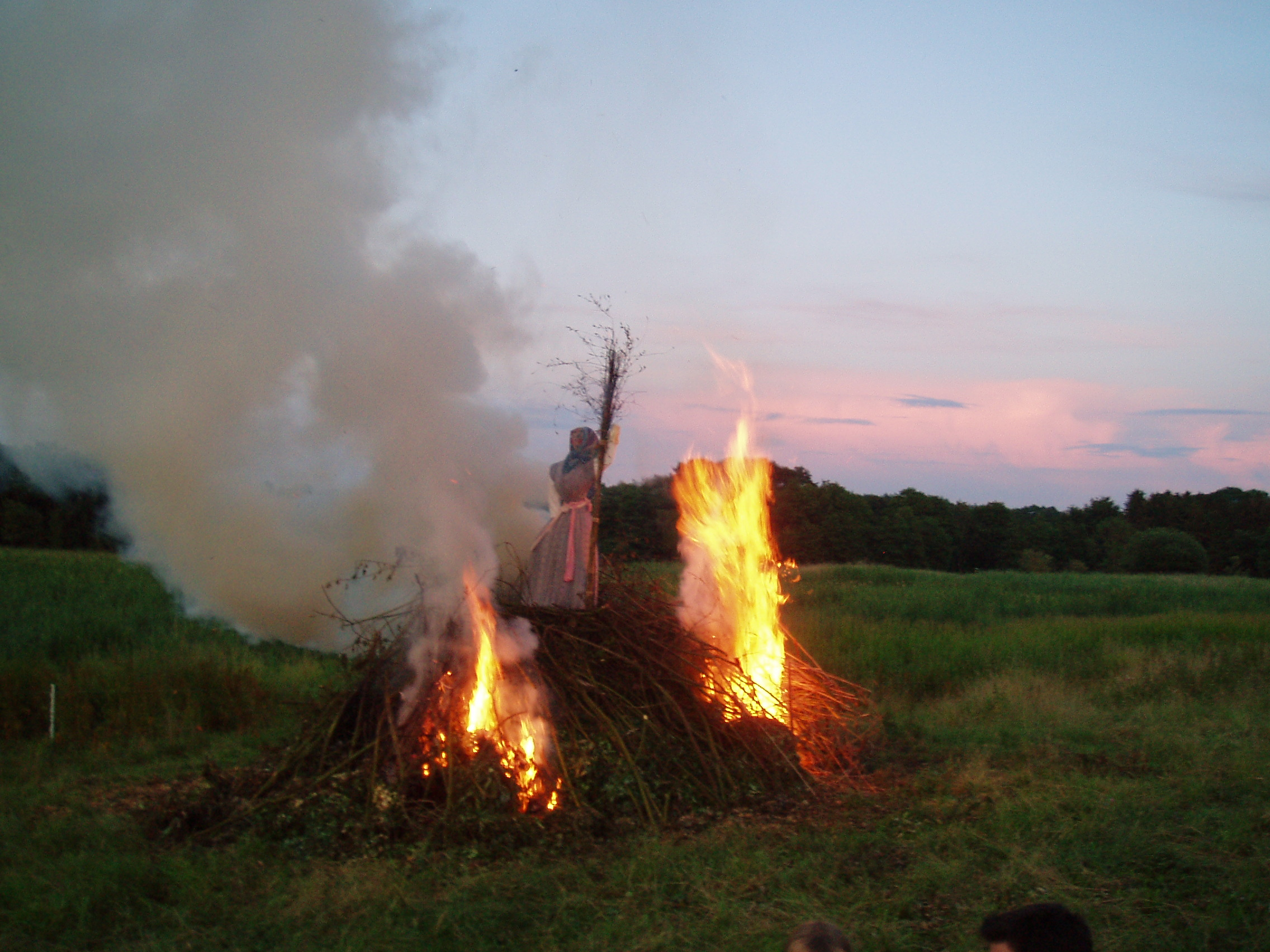
Vreugdevuur in Denemarken

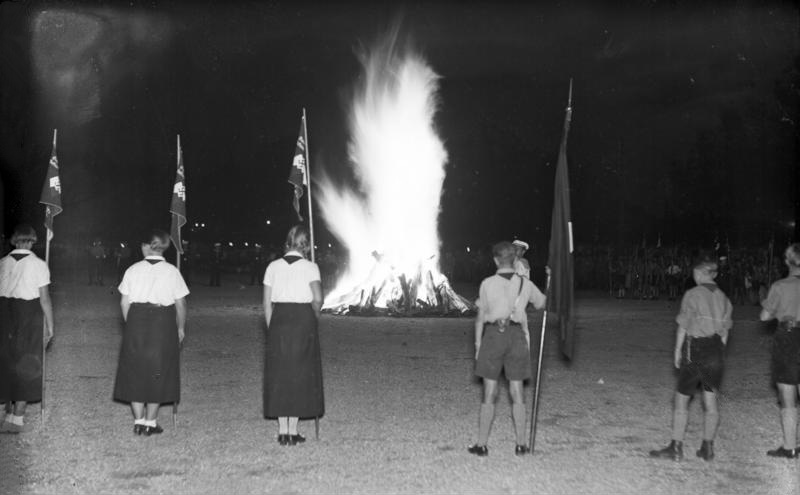
Hitlerjugend en Bund Deutscher Mädel bij een vreugdevuur in 1933.

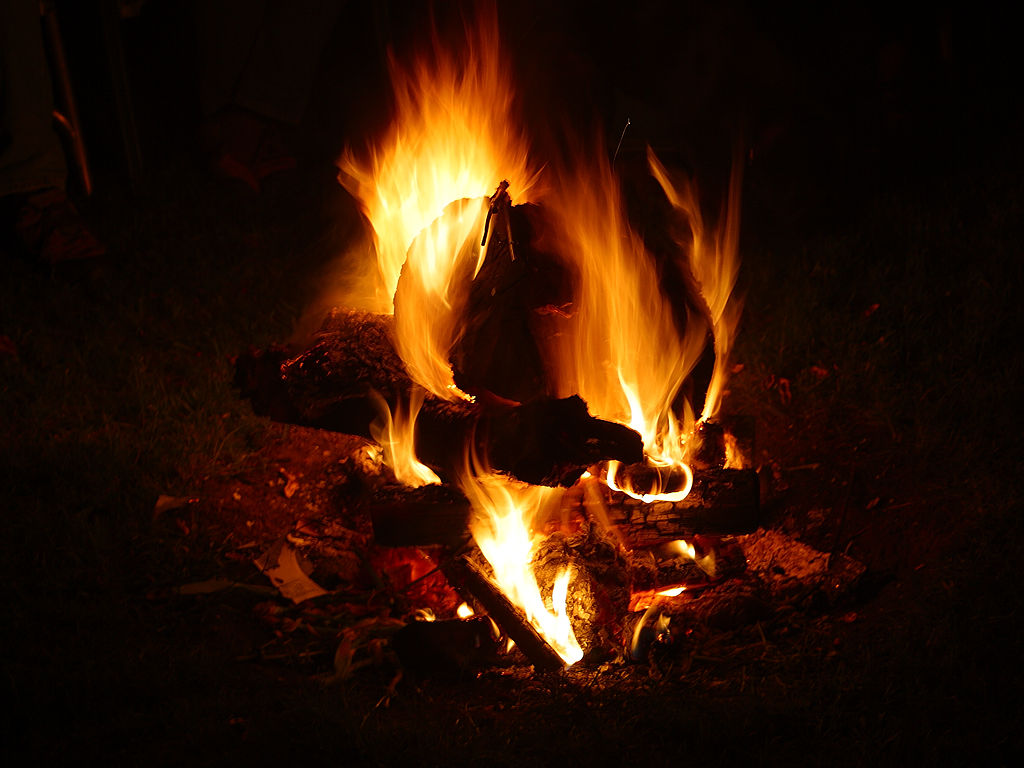
Vreugdevuur in Montana

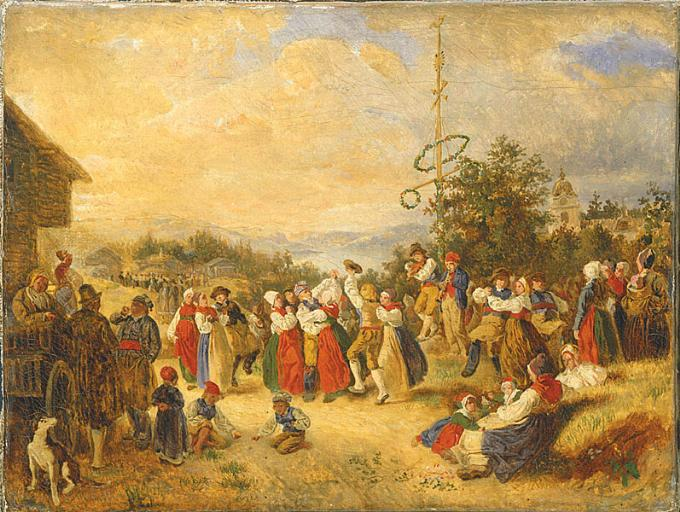
Midsommardans i Rättvik, Kilian Zoll, 1852

### Denemarken
In Denemarken worden de feestelijkheden rond de zonnewende Sankt Hans aften genoemd. Tegenwoordig worden in de kustgebieden op deze dag grote vreugdevuren ontstoken op de stranden en op plaatsen in het binnenland gebeurt dit aan de rand van een meer, langs waterlopen of in parken.
Het feest dateert uit de tijd van de Vikingen en tot 1770 was het een officiële feestdag die werd gevierd op de avond van 23 juni. Het was de dag waarop alle wijze mannen en vrouwen kruiden gingen plukken die ze de rest van het jaar gebruikten om mensen te genezen. In de vikingtijd werden op deze dag geneeskrachtige bronnen bezocht.

### Duitsland, Nederland en Vlaanderen
In Duitsland en Nederland wordt het midzomerfeest niet meer op grote schaal gevierd. In 1653 verbood het stadsbestuur van Neurenberg de heidense festiviteiten zelfs.
Begin twintigste eeuw werd door de Duitse nazi's het zomerzonnewendefeest gevierd als onderdeel van de Germaanse mystiek die opnieuw in de aandacht stond. Dit begon in de jaren 1920 bij de Duitse Jugendbewegung. Na 1933 werd het feest eerst door de Hitlerjugend en daarna ook door de NSDAP overgenomen.
Aangezien tegenwoordig steeds meer (jonge) mensen interesse tonen in de heidense gebruiken van hun voorouders wint midzomer, net zoals in Vlaanderen en Nederland, ook in Duitsland echter opnieuw steeds meer aan belang.

### Engeland
In Engeland werd midzomer gevierd vanaf de dertiende eeuw met het aansteken van vreugdevuren en veel eten en drinken. In Nederland en Vlaanderen kent men vooral het midzomerfeest in Stonehenge. Tegenwoordig gebeurt dit vooral nog in de heuvels van Cornwall. Deze traditie werd nieuw leven ingeblazen door de Old Cornwall Society in het midden van de twintigste eeuw. Ook Shakespeare schreef over midzomer in A Midsummer Night's Dream.

### Noorwegen
In Noorwegen wordt midzomer Sankthansaften of Jonsok genoemd en het wordt gevierd op de avond van 23 juni.
Op de meeste plaatsen in Noorwegen wordt het hoogtepunt van de festiviteiten gevormd door het ontsteken van vreugdevuren. In sommige delen van Noorwegen komen daar nog het gebruik van massale schijnhuwelijken bij van zowel volwassenen als kinderen.

### Verenigde Staten
Ook in de Verenigde Staten, waar in het verleden veel Europeanen naartoe trokken, kent men het midzomerfeest. In het hele land zijn er festiviteiten.
Veruit het grootste evenement vindt plaats in New York waar de NYC Midsummer viering in Battery Park jaarlijks ongeveer 5000 mensen mag verwelkomen. Dit maakt van dit evenement een van de grootste midzomervieringen ter wereld, na Leksand en het Skansen Park in Stockholm.
NYC Midsummer wordt mede georganiseerd door het Zweedse consulaat in New York.

### Zweden
In Zweden wordt midzomeravond of kortweg midzomer (midsommarafton of midsommar) gevierd op de vrijdag die in de periode van 19 juni tot 25 juni valt. Het is samen met Kerstmis het belangrijkste feest van het jaar. Het is een waar familiefeest. De vrijdag van midzomeravond is geen officiële feestdag, maar wel een officiële feestavond die men vrij krijgt. Vanaf de middag wordt er feest gevierd. De dag erna, de eigenlijke midzomerdag, is wel een officiële feestdag, maar dan vinden er meestal geen festiviteiten meer plaats.
Het is traditie dat er een meiboom (majstång of midsommarstång in het Zweeds) wordt geplant. Vaak gebeurt dit centraal in het dorp op bijvoorbeeld een hembygdsgård maar bij mensen thuis komt ook voor. De meiboom is voorzien van berkenbladeren en bloemen. Nadat de meiboom is geplaatst, wordt eromheen gedanst door jong en oud. Per streek kan de meiboom er anders uitzien. In de basis is het altijd een kruisvormige boom. Traditioneel wordt er deze dag haring, aardappels en aardbeien gegeten. Verder wordt er veel gedronken. Jonge meisjes plukken bloemen om ze onder hun hoofdkussen te leggen in de hoop op mooie dromen over hun toekomstige echtgenoot. Het versieren van huizen met groen werd geacht geluk te brengen voor de bewoners.
Voor veel Zweden is deze feestdag een dag van feesten en de start van de zomer. De mensen verlaten de steden en trekken massaal naar het platteland, dikwijls naar een buitenverblijf, om te vieren. De winkels zijn gesloten.

## Midzomer in Finland en de Baltische staten

### Finland

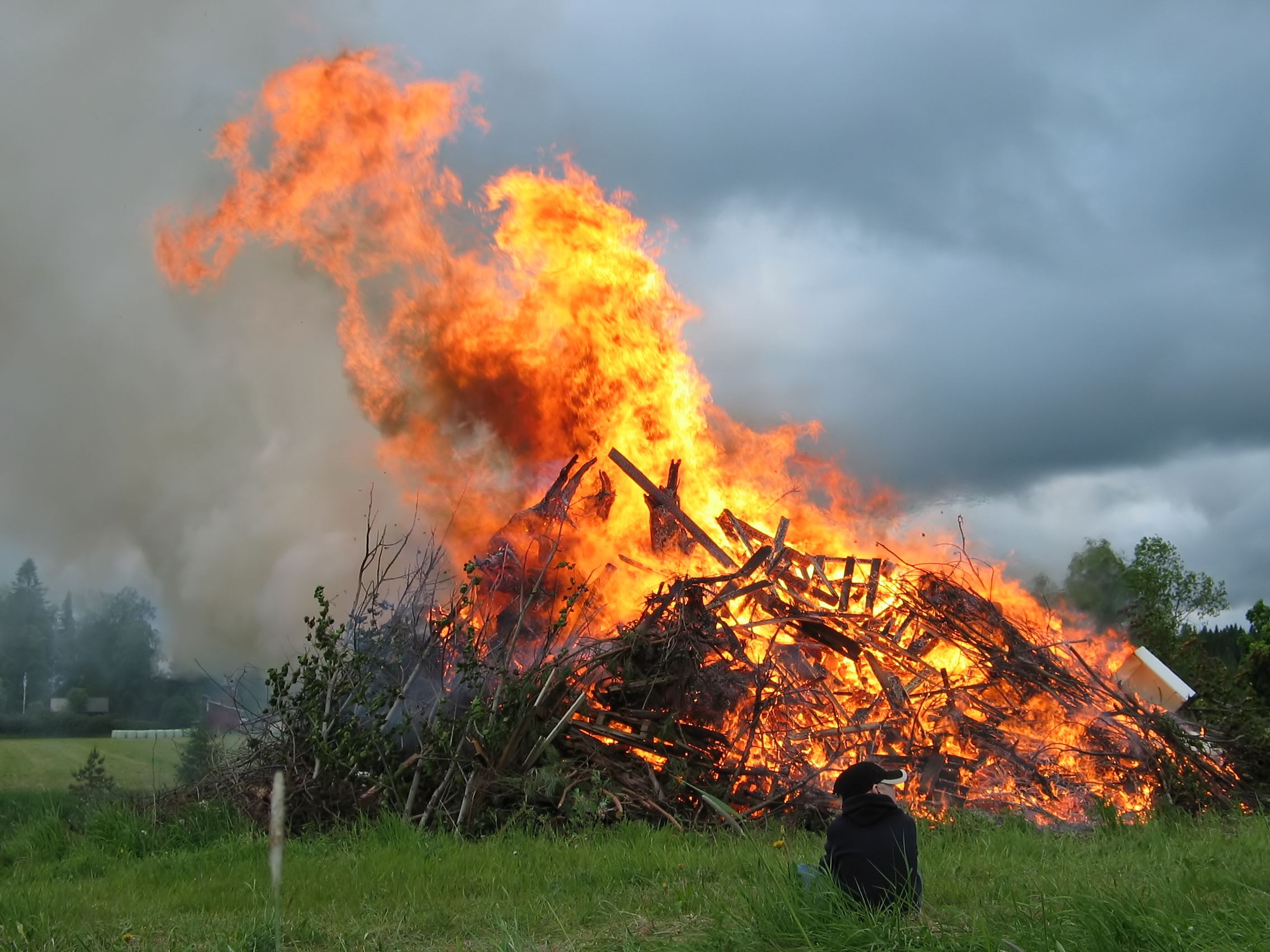
Vreugdevuur in Mäntsälä, Finland

In Finland worden op midzomer aan de rand van de meren vreugdevuren ontstoken. In de kustgebieden waar veel Zweedstalige Finnen wonen, wordt op deze avond net als in Zweden haring gegeten en is het planten van een meiboom traditie. Het gaat ook gepaard met het drinken van grote hoeveelheden alcohol en vrijgezellen proberen op deze dag een partner te vinden.
Toen het christendom zijn intrede deed in Finland, werd ook hier dit feest gelinkt aan de geboortedag van Johannes de Doper en naar hem vernoemd.

### Estland
In Estland worden de feestelijkheden rond de zonnewende Jaanipäev ("Johannesdag") genoemd. Dit feest werd al gevierd lang voordat het christendom Estland bereikte. De komst van het christendom had echter niet tot gevolg dat het heidense geloof in de vruchtbaarheidsrituelen ophield te bestaan.
In Estland worden op de avond van 23 juni vreugdevuren aangestoken waarbij de deelnemers aan de festiviteiten over het vuur springen. Dit gebruik wordt gezien als het afdwingen van voorspoed en het vermijden van ongeluk. Het niet aansteken van een vuur wordt gezien als ware het een uitnodiging voor brand in huis.

### Letland

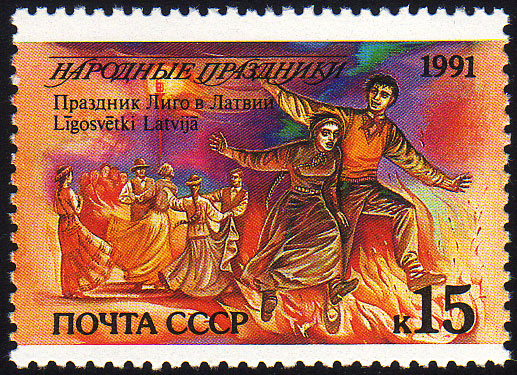
Postzegel uit de Sovjet-Unie met een afbeelding van het Letse feest Līgo; mensen dansen en springen over het vuur, 1991

In Letland wordt midzomer Jāņi genoemd. Het is een nationale feestdag die door zowat de hele bevolking wordt gevierd. Op deze dag worden liters bier gedronken en wordt midzomerkaas gegeten onder het zingen van volksliedjes ter ere van Jāņi. Ook hier worden vreugdevuren ontstoken en net als in Estland springen de deelnemers aan de festiviteiten over het vuur.

### Litouwen
In Litouwen waren festiviteiten op midzomer, voor de bezetting door de Sovjet-Unie, een traditie waarbij vreugdevuren werden ontstoken, maar het communisme onderdrukte deze traditie.

## Midzomer in de Keltische wereld

### Ierland
Ook in de Keltische wereld werd midzomer gevierd. Deze traditie dateert uit de tijd voordat het christendom zijn intrede deed in Ierland. In Ierland wordt de avond van 23 juni Bonfire Night genoemd, "nacht van de vreugdevuren". In veel steden vinden er het weekend voor of op midzomer concerten plaats en wordt vuurwerk afgestoken. Op het platteland worden op de heuveltoppen vreugdevuren ontstoken.